# Kalijev klorat
Kalijev klorat (KClO3) je kalijeva sol klorne kiseline.

## Svojstva
Dolazi kao prozirni kristalni prah. Koristi se kao oksidans, izvor kisika i dezinficijens. Dobro je topljiv u vodi.
Zagrijavanjem se raspada prema jednadžbi:
2 KClO3(s) → 3 O2(g) + 2 KCl(s)

## Uporaba
Kalijev klorat nalazi se u kemijskim generatorima kisika u zračnim letjelicama, svemirskim brodovima i podmornicama, gdje navedenom reakcijom daje kisik u slučaju nužde.
Eksplozivan je i upotrebljava se u pirotehnici.

## Dobivanje
Proizvodi se elektrolizom otopine natrijevog klorida, te reakcijom tako dobivene otopine natrijevog klorata s kalijevim kloridom.